# PSR J1748-2446ad
PSR J1748−2446ad és el púlsar que gira més ràpid conegut, a 716 Hz (716 voltes per segon). Aquest púlsar fou descobert per Jason WT Hessels de la Universitat McGill el 10 de novembre de 2004 i confirmat el 8 de gener de 2005.
Si se suposa que l'estel de neutrons és dins del rang típic i conté menys de dues vegades la massa del Sol, el seu radi és inferior a 16 km. El seu equador gira a aproximadament un 24% de la velocitat de la llum, o més de 70.000 km/s.
El púlsar es troba en un cúmul globular d'estels anomenat Terzan 5, situat aproximadament a 18.000 anys llum de la Terra a la Constel·lació del Sagitari. Forma part d'un sistema binari i pateix eclipsis regulars amb una magnitud d'eclipsi d'aproximadament el 40%. La seva òrbita és molt circular, amb un període de 26 hores. L'altre objecte del sistema té almenys 0,14 masses solars, amb un radi de 5-6 radis solars. Hessels et al. afirmen que el company pot ser un estel "inflat" de la seqüència principal, possiblement encara emplenant el seu lòbul de Roche. Hessels et al. especulen que la radiació gravitacional del púlsar podria ser detectada per LIGO.